# TuS Gerresheim
Die TuS Gerresheim (offiziell: Turn- und Sportgemeinschaft Gerresheim und Glashütte e. V.) ist ein Sportverein aus dem Düsseldorfer Stadtteil Gerresheim. Die erste Fußballmannschaft spielte zwei Jahre in der höchsten niederrheinischen Amateurliga. Neben Fußball ist der Verein in den Sportarten Boxen, Handball und Ringen aktiv.

## Geschichte

### Die Stammvereine
Im Jahre 1908 gründeten Mitglieder des wilden Sportvereins Britannia Gerresheim den Verein Urania 08 Gerresheim. Dieser schloss sich nach dem Ende des Ersten Weltkrieges dem Turnverein Glashütte an. Im Jahre 1919 spalteten sich die Fußballer als Rasensport 08 Gerresheim, auch bekannt als VfR Gerresheim, wieder ab. 1927 gelang den Rasensportlern der Aufstieg in die seinerzeit erstklassige 1. Bezirksklasse Berg-Mark. Dort konnte die Mannschaft für einige Überraschungen sorgen; z. B. gelang ein 2:2 bei Fortuna Düsseldorf in der Saison 1928/29. Nach der Saison wurde die Qualifikation für die eingleisige Bezirksliga Berg/Mark verpasst. Ein Jahr später gelang der Wiederaufstieg, ehe es 1932 wieder eine Klasse hinunterging. Tiefpunkt der Saison 1931/32 war eine 1:13-Niederlage beim SSV Barmen.
Zweiter Stammverein war die im Jahre 1901 gegründete Freie Turnerschaft Gerresheim. Die Fußballer des Arbeitersportvereins nahmen am Spielbetrieb des Arbeiter-Turn- und Sportbundes teil. Im Jahre 1924 wurde die Mannschaft nach der Erringung der Meisterschaft des ATSB-Kreises Westdeutschland durch einen 3:2-Sieg gegen den Bahrenfelder SV nordwestdeutscher Meister und erreichte die Endrunde um die deutsche Meisterschaft. Im neutralen Magdeburg erreichten die Gerresheimer zunächst ein 1:1 gegen den SV Stern Breslau, verloren das ebenfalls in Magdeburg ausgetragene Wiederholungsspiel allerdings mit 1:3. Drei Jahre später wurde die FT Gerresheim erneut Kreismeister in Westdeutschland, verlor aber das Endspiel um die nordwestdeutsche Meisterschaft gegen Lorbeer 06 Hamburg mit 0:3. Mit der Machtübernahme der Nationalsozialisten wurde der Verein aufgelöst.
Schließlich fusionierten am 1. September 1945 der VfR Gerresheim, der SV Glashütte und die Mitglieder der Freien Turnerschaft Gerresheim zur Turn- und Sportgemeinschaft Gerresheim und Glashütte.

### Nach der Fusion
Im Jahre 1947 wurde die TuS Meister der Bezirksklasse Düsseldorf und stieg nach erfolgreicher Aufstiegsrunde in die Landesliga auf, die seinerzeit höchste Amateurliga am Niederrhein. In der Saison 1947/48 gelang der Klassenerhalt erst nach einem 1:0-Sieg im Entscheidungsspiel gegen den Homberger SV, ehe die Gerresheimer ein Jahr später als Tabellenletzter absteigen mussten. Zurück in der Bezirksklasse erreichte die Mannschaft im Jahre 1954 die Vizemeisterschaft hinter dem VfL Wald, ehe drei Jahre später der Abstieg in die Kreisklasse folgte. 1959 gelang der Wiederaufstieg in die Bezirksklasse. Dort wurde die Mannschaft 1963 Vizemeister hinter dem SV Ratingen 04.
Nach elf Jahren Bezirksklasse mussten die Gerresheimer im Jahre 1970 erneut in die Kreisklasse absteigen und kehrte vier Jahre später zurück. Es folgte ein erneuter Abstieg im Jahre 1979. Danach gab der Verein von 1989 bis 1991 sowie in der Saison 1997/98 Gastspiele in der Bezirksliga. Ab 1998 trat der Verein in der Kreisliga auf. Im Jahr 2019 gelang die Rückkehr in die Bezirksliga. 2025 folgte der Abstieg in die Kreisliga A.

### Boxen
Die Boxabteilung des TuS Gerresheim brachte mit Werner Schäfer einen mehrfachen deutschen Meister und Olympiateilnehmer hervor.

### Ringen
Seit Gründung 1945 gehört auch die Sportart Ringen zum Verein. Die Abteilung gewann mehrfach den Titel Landesmeister. 1992 gab es die ersten Schritte im Frauenringkampf. 2024 wurde mit Erfolg am Wettbewerb German Master teilgenommen.

## Persönlichkeiten
| - Klaus Allofs - Thomas Allofs - Demir Hotić - Holger Pfandt | - Heinz Madaj - Werner Schäfer - Konrad Skrentny - Gert Wünsche |